# Ransford Königsdörffer
Ransford-Yeboah Königsdörffer (* 13. September 2001 in Berlin) ist ein deutsch-ghanaischer Fußballspieler. Er ist offensiv flexibel einsetzbar, steht seit Sommer 2022 beim Hamburger SV unter Vertrag und ist ghanaischer Nationalspieler.

## Karriere

### Im Verein

#### Anfänge in Berlin
Königsdörffer wurde als Sohn eines ghanaischen Vaters und einer deutschen Mutter in Berlin geboren. Dort spielte er in seiner Kindheit zunächst beim SC Minerva 93 sowie SC Charlottenburg. Zur Saison 2014/15 wechselte der 12-Jährige in das Nachwuchsleistungszentrum von Hertha BSC und gehörte in seinem ersten Jahr den C2-Junioren (U14) an. In der Saison 2015/16 spielte er unter Andreas Neuendorf bei den C1-Junioren (U15) in der C-Junioren-Regionalliga Nordost. Zur Saison 2016/17 rückte der Stürmer zu den B2-Junioren (U16) auf, spielte aber bereits 4-mal mit den B1-Junioren (U17) in der B-Junioren-Bundesliga. In der Saison 2017/18 gehörte Königsdörffer fest der U17 an, konnte durch einen Riss des Meniskus jedoch nur eine Partie absolvieren. Zur Saison 2018/19 rückte Königsdörffer zu den A-Junioren (U19) auf, konnte wegen seiner Verletzung erst später in die Spielzeit einsteigen. Von Ende Oktober bis Ende November 2018 absolvierte er 3 Spiele in der A-Junioren-Bundesliga sowie ein Spiel in der UEFA Youth League. Anschließend riss er sich den Meniskus im anderen Knie und fiel bis Saisonende aus. Hertha BSC verlängerte seinen auslaufenden Vertrag daraufhin nicht mehr.

#### Dynamo Dresden
Zur Saison 2019/20, seinem letzten Jahr bei den Junioren, wechselte der 17-Jährige zur U19 von Dynamo Dresden, wo er einen Einjahresvertrag erhielt und zum treffsicheren Stammspieler avancierte. Als Belohnung für seine Leistungen wurde er im Oktober 2019 von Auswahltrainer Marc-Patrick Meister zu einem U19-Perspektivlehrgang des DFB eingeladen und absolvierte vier Partien bei einem Länderpokal.
Unter dem neuen Trainer Markus Kauczinski stand der Angreifer gemeinsam mit seinem A-Jugend-Sturmpartner Simon Gollnack aufgrund der Verletzungen mehrerer Spieler – darunter die Offensivkräfte Alexander Jeremejeff und René Klingenburg – am 18. Spieltag der Zweitligaspielzeit 2019/20 erstmals im Profikader. Beim 0:2 in Nürnberg wurde Königsdörffer im Gegensatz zu Gollnack 20 Minuten vor Spielende eingewechselt. Bereits im November 2019 war der Offensivakteur in der Länderspielpause bei einem Testspiel gegen den Chemnitzer FC eingesetzt worden. Die A-Junioren-Saison, die aufgrund der COVID-19-Pandemie nicht zu Ende gespielt wurde, beendete Königsdörffer mit Dynamo im Tabellenmittelfeld und erzielte 13 Saisontore.
Nachdem er nicht mehr für die A-Junioren spielberechtigt war, rückte Königsdörffer zur Saison 2020/21 fest in die erste Mannschaft, die in die 3. Liga abgestiegen war, auf. Ab Oktober 2020 wurde er zur Stammkraft und wurde am häufigsten neben Neuzugang Jonathan Meier auf der rechten Außenbahn in offensiver Ausrichtung eingesetzt. Mit Torbeteiligungen gegen den SV Meppen, 1860 München und den 1. FC Saarbrücken rettete Königsdörffer wichtige Zähler, mit zehn Scorerpunkten war er hinter Christoph Daferner und Philipp Hosiner gemeinsam mit dem im Winter verpflichteten Heinz Mörschel der dritteffektivste Dresdner Angriffsspieler. Mit Dynamo wurde er Drittligameister, woraufhin der direkte Wiederaufstieg gelang. Am letzten Spieltag zog sich Königsdörffer erneut eine Meniskusverletzung im rechten Knie zu und musste operiert werden.
Mit dem Beginn der Saison 2021/22 war Königsdörffer wieder fit und gehörte zum Stammpersonal. Unter Alexander Schmidt und dessen Nachfolger Guerino Capretti kam er auf 30 Zweitligaeinsätze, stand 26-mal in der Startelf und erzielte 5 Tore. Die Dresdner konnten nach der Winterpause kein Spiel mehr gewinnen und schlossen die Spielzeit daher auf dem 16. Platz ab. Anschließend verlor man die Relegation gegen den 1. FC Kaiserslautern und musste daher direkt wieder den Gang in die 3. Liga antreten; Königsdörffer kam in beiden Spielen in der Startelf zum Einsatz.

#### Hamburger SV
Nach dem erneuten Abstieg mit Dynamo Dresden verblieb Königsdörffer in der 2. Bundesliga und wechselte zur Saison 2022/23 zum Hamburger SV. Der 20-Jährige unterschrieb einen Vertrag bis zum 30. Juni 2026.

### In der Nationalmannschaft
Im September 2021 absolvierte Königsdörffer unter Stefan Kuntz im Rahmen der Qualifikation zur U21-Europameisterschaft 2023 ein Spiel für die deutsche U21-Nationalmannschaft. Im November 2021 kam er zudem 2-mal unter Christian Wörns für die U20 zum Einsatz.
Im Juli 2022 gab der ghanaische Fußballverband bekannt, dass Königsdörffer künftig für die ghanaische Nationalmannschaft spielen werde. Der Nationaltrainer Otto Addo nominierte ihn daraufhin für die Testspiele im September 2022, die die letzten vor der Nominierung des Kaders für die Weltmeisterschaft 2022 in Katar waren. Königsdörffer debütierte am 27. September 2022, als er bei einem 1:0-Sieg gegen Nicaragua in der Schlussphase eingewechselt wurde. Addo nominierte ihn in der Folge für den vorläufigen 55-köpfigen WM-Kader, in das endgültige 26-köpfige Aufgebot schaffte er es jedoch nicht.

## Erfolge
- Aufstieg in die Bundesliga: 2025 (Hamburger SV)
- Deutscher Drittligameister und Aufstieg in die 2. Bundesliga: 2021 (Dynamo Dresden)

## Privates
Sein Cousin Agyemang Diawusie war ebenfalls Fußballspieler.